# Eclipse (Chiara Civello)
Eclipse è un album in studio della cantante italiana Chiara Civello, pubblicato nel 2017.

## Il disco
Il disco è stato prodotto da Marc Collin (Nouvelle Vague) e registrato interamente a Parigi, eccezion fatta per due brani registrati a Rio de Janeiro e per tutte le percussioni, registrate a New York. Si tratta quindi di un disco dal carattere internazionale, anche nelle lingue, in quanto vi sono canzoni cantate in lingua italiana, lingua portoghese e lingua inglese.
Riguardo allo stile musicale, l'album affianca le sonorità jazz a quelle della musica elettronica degli anni '70 e con venature sintetiche.
Nel disco sono presenti alcune cover tratte da colonne sonore di vari importanti compositori, quali Ennio Morricone e Piero Piccioni. Tra le altre cover vi è Parole parole di Mina. Per quanto riguarda i brani originali, questi sono stati scritti da o con importanti autori della scena italiana: Francesco Bianconi (New York City Boy), Diego Mancino (Come vanno le cose), Cristina Donà (To Be Wild), Antonio Di Martino (Cuore in tasca) e Diana Tejera (La giusta distanza). Inoltre sono presenti alcuni brani che omaggiano il Brasile: Um dia è stata scritta con Pedro Sá, mentre Sambarilove è stata scritta con Roubinho Jacobina. 

## Tracce
1. Come vanno le cose – 4:10
2. Eclisse twist – 3:18
3. Cuore in tasca – 4:25
4. Qualcuno come te – 6:35
5. Sambarilove (feat. Roubinho Jacobina) – 3:08
6. Parole parole – 4:01
7. Amore amore amore – 3:07
8. La giusta distanza – 4:11
9. Um dia – 3:58
10. New York City Boy – 3:26
11. To Be Wild – 3:02
12. Quello che conta – 3:18

## Classifiche
| Classifica (2017) | Posizione massima |
| ----------------- | ----------------- |
| Italia            | 12                |